# Cosmia corusca
Cosmia corusca là một loài bướm đêm trong họ Noctuidae.